# Jüdischer Friedhof (Wschowa)
Koordinaten: 51° 48′ 41,8″ N, 16° 19′ 23,9″ O

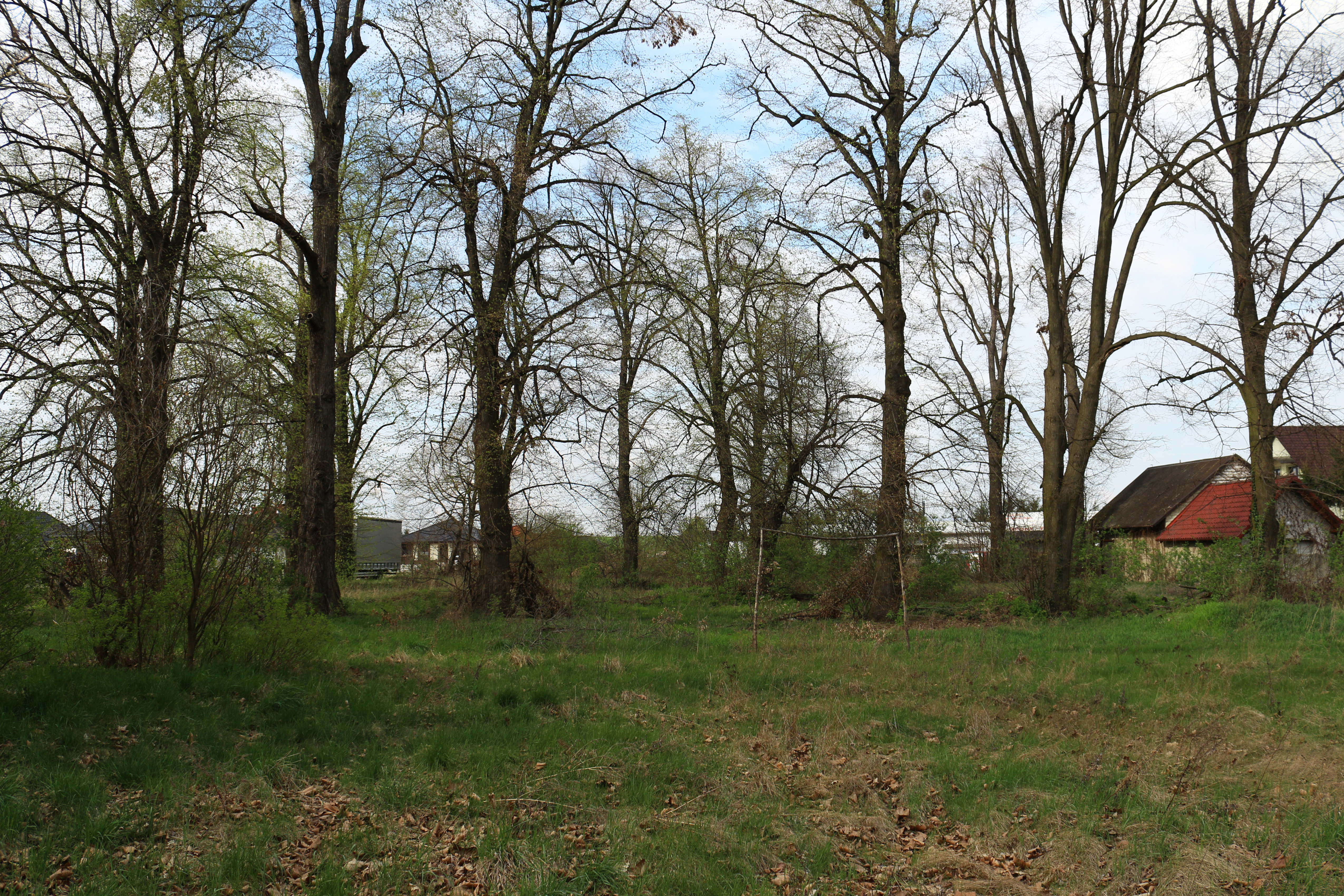
Jüdischer Friedhof in Wschowa

Der Jüdische Friedhof in Wschowa (deutsch Fraustadt), der Kreisstadt des Powiat Wschowski in der polnischen Woiwodschaft Lebus, wurde in den 1760er Jahren angelegt. Der jüdische Friedhof befindet sich in der Töpferstraße, heute ulica 17 Pułku Ułanów. 
Im Jahr 1972 wurde der Friedhof vom Staat aufgehoben und die Grabsteine wurden zum Pflastern der Targowa-Straße benutzt. Wenige Grabsteinfragmente befinden sich heute im Museum von Wschowa. 